# 성동구
성동구(城東區)는 대한민국 서울특별시의 동부에 있는 자치구이다. 북쪽으로는 동대문구, 동쪽으로는 광진구, 남쪽으로는 한강의 경계에 있는 강남구, 서쪽으로는 중구, 종로구 그리고 용산구와 접한다. 한양도성(漢陽都城)의 동쪽이란 뜻에서 구명을 정했다.

## 역사
- 1943년 6월 10일 경기도 경성부 성동구가 설치되었다. (관할구역: 상왕십리정, 하왕십리정, 마장정, 사근정, 행당정, 응봉정, 금호정, 옥수정, 신당정)[5]
- 1946년 신당동 내에서 청사 이전[6]
- 1946년 8월 16일 경기도 서울시 성동구 설치.
- 1946년 9월 28일 서울특별자유시 성동구 설치(관할구역: 상왕십리동, 하왕십리동, 마장동, 사근동, 행당동, 응봉동, 금호동, 옥수동, 신당동)
- 1949년 8월 15일 서울특별시 성동구가 됨.
- 1949년 8월 13일 경기도 고양군 뚝도면이 성동구로 편입되었고[7], 새로 편입된 지역을 관할하기 위하여 성동구 뚝도출장소가 설치되었다. 성동구뚝도출장소의 관할지역은 서뚝도리, 동뚝도리, 송정리, 화양리, 모진리, 능리, 군자리, 중곡리, 면목리, 구의리, 광장리, 신천리, 잠실리, 자양리였다.[8]
- 1949년 10월 5일 정식청사를 신당동에 착공하였다.[9]
- 1950년 서뚝도리, 동뚝도리가 성수동1가, 성수동2가로, 송정리가 송정동으로, 화양리가 화양동으로, 모진리가 모진동으로, 능리가 능동으로, 군자리가 군자동으로, 중곡리가 중곡동으로, 면목리가 면목동으로, 구의리가 구의동으로, 광장리가 광장동으로, 신천리가 신천동으로, 잠실리가 잠실동으로, 자양리가 자양동으로 각각 바뀌었다.
- 1959년 하왕십리동 중 일부를 도선동으로 분리하였다.
- 1962년 12월 12일 경기도 광주군 언주면, 중대면, 구천면 등이 성동구로 편입되었고, 면목동은 동대문구로 편입되었다.[10]
- 1963년 1월 1일 풍납리가 풍납동으로, 고덕리가 고덕동으로, 하일리가 하일동으로, 상일리가 상일동으로, 명일리가 명일동으로, 암사리가 암사동으로, 곡교리가 천호동으로, 길리가 길동으로, 반포리가 개포동으로, 논현리가 논현동으로, 학리가 학동으로, 대치리가 대치동으로, 양재리가 양재동으로, 삼성리가 삼성동으로, 신사리가 신사동, 압구정리가 압구정동으로, 역삼리가 역삼동으로, 청담리가 청담동으로, 내곡리가 내곡동으로, 염곡리가 염곡동으로, 신원리가 신원동으로, 거여리가 거여동으로, 마천리가 마천동으로, 방이리가 방이동으로 이리가 이동으로, 오금리가 오금동으로, 석촌리가 석촌동으로, 송파리가 송파동으로, 삼전리가 삼전동으로, 가락리가 가락동으로, 문정리가 문정동으로, 장지리가 장지동으로, 세곡리가 세곡동으로, 율현리가 율현동으로, 자곡리가 자곡동으로, 수서리가 수서동으로, 일원리가 일원동으로 각각 바뀌었다.
- 1964년 9월 28일 하왕십리동 중 일부를 홍익동으로 분리하였다.
- 1966년 신당동 중에서 황학동과 흥인동을, 하왕십리동 중에서 무학동을 법정동으로서 분리하였다.
- 1970년 5월 18일 법정동과 행정동을 일치시킬 때, 수도동사무소를 청담동사무소로 개칭하였다.[11]
- 1973년 7월 1일 영등포구 반포동·잠원동·서초동·양재동·우면동·원지동이 성동구로 편입되었다.[12]
- 1975년 8월 1일 - 신당동, 상왕십리동의 일부가 중구에 편입되었다.
- 1975년 10월 1일 명일동 등이 강남구로 분리되고, 신당동과 황학동 등이 중구로 편입되었다.[13] 장한평 일대가 장안동으로 신설되며 동대문구로 편입되었다. 이에 따라 성동구청이 중구로 편입되었다.
- 1977년 3월 성동구청사를 자양동 민주공화당 훈련원(현재의 광진구청)으로 이전하였다.[14][15]
- 1995년 3월 1일 중곡동 등이 광진구에 속하게 되었다.[16] (20행정동) 성동구청사가 광진구청사로 승계되었다.
- 1995년 3월 2일 청사 이전 (청계천로 540 (마장동 527-6)번지, 현 시설관리공단)
- 2004년 5월 1일 청사 이전 (고산자로 270 (행당1동 7)
- 2008년 8월 11일 왕십리1동과 도선동을 왕십리도선동으로, 금호2가동과 금호3가동을 금호2·3가동으로, 옥수1동과 옥수2동을 옥수동으로 합동하였다. (17행정동)
- 2012년 10월 6일: 분당선 왕십리역 ~ 선릉역 구간이 개통되었다.
- 2020년대 : 왕십리역 남쪽 소월아트홀으로 성동구청을 이전할 계획이 수립되었다.

## 지리

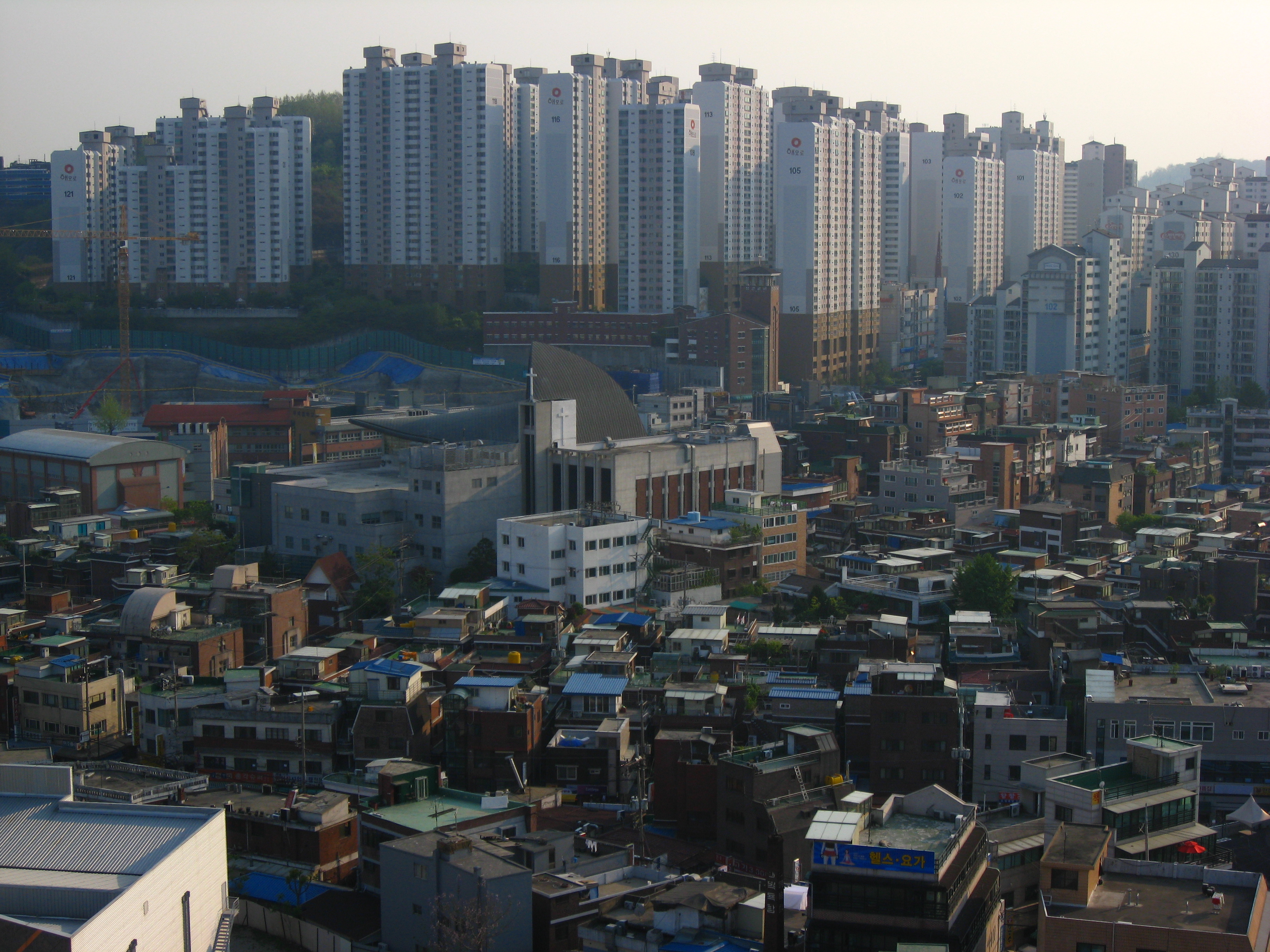
왕십리

왕십리를 중심으로 강남,북을 연결하는 교통의 요충지로 2호선, 3호선, 5호선, 경의·중앙선, 분당선이 통과하며, 동호대교, 성수대교를 축으로 강남, 강북을 연결하는 교통 중심지이다. 청계천, 중랑천, 한강 등 총 14.2km의 수변과 접하고 있는 물의 도시로, 성동구는 수변구간의 적극적인 개발을 통해 수변도시로 발전을 꾀하고 있다. 2.17km2의 성수 준공업 지역의 생산 기능과 용답동 중고자동차 매매시장, 마장동 축산물시장의 유통 기능, 금호동, 옥수동, 행당동의 대규모 아파트 단지를 중심으로 한 주거 기능을 골고루 갖추고 있다.

## 행정 구역
성동구의 행정 구역은 17개의 행정동으로 구성되어 있으며, 면적은 서울시의 2.8%를 차지하는 16.85km2이다. 성동구의 인구는 2015년 8월을 기준으로 126,989가구, 298,202명이다.

행정구역도

| 행정동       | 한자         | 면적 (km2) | 세대    | 인구 (명) |
| ------------ | ------------ | ---------- | ------- | --------- |
| 왕십리제2동  | 往十里第2洞  | 0.41       | 6,753   | 16,263    |
| 왕십리도선동 | 往十里道詵洞 | 0.72       | 8,207   | 19,752    |
| 마장동       | 馬場洞       | 1.06       | 10,445  | 24,419    |
| 사근동       | 沙斤洞       | 1.11       | 6,513   | 11,549    |
| 행당제1동    | 杏堂第1洞    | 0.59       | 6,437   | 14,786    |
| 행당제2동    | 杏堂第2洞    | 0.42       | 9,414   | 26,097    |
| 응봉동       | 鷹峰洞       | 0.57       | 6,280   | 17,045    |
| 금호1가동    | 金湖1街洞    | 0.46       | 5,460   | 13,799    |
| 금호2·3가동  | 金湖2·3街洞  | 0.64       | 9,268   | 22,797    |
| 금호4가동    | 金湖4街洞    | 0.84       | 6,125   | 14,670    |
| 성수1가제1동 | 聖水1街第1洞 | 1.98       | 7,195   | 17,257    |
| 성수1가제2동 | 聖水1街第2洞 | 0.89       | 7,818   | 17,272    |
| 성수2가제1동 | 聖水2街第1洞 | 1.18       | 8,849   | 19,427    |
| 성수2가제3동 | 聖水2街第3洞 | 1.03       | 5,483   | 11,990    |
| 송정동       | 松亭洞       | 0.68       | 5,593   | 12,721    |
| 용답동       | 龍踏洞       | 2.32       | 7,905   | 16,191    |
| 옥수동       | 玉水洞       | 1.95       | 9,306   | 23,128    |
| 성동구       | 城東區       | 16.85      | 126,989 | 298,202   |

## 인구
서울특별시 성동구의 연도별 인구(내국인) 추이
| 연도   | 총인구    |  |
| ------ | --------- |  |
| 1966년 | 554,822명 |  |
| 1970년 | 817,828명 |  |
| 1975년 | 629,254명 |  |
| 1980년 | 687,249명 |  |
| 1985년 | 750,949명 |  |
| 1990년 | 798,510명 |  |
| 1995년 | 333,976명 |  |
| 2000년 | 322,990명 |  |
| 2005년 | 324,986명 |  |
| 2010년 | 290,277명 |  |
| 2015년 | 295,006명 |  |

## 문화·관광

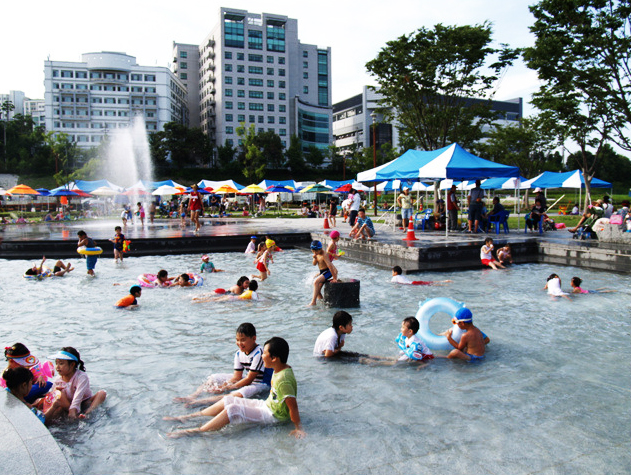
한양대학교와 살곶이다리

### 명소
- 청계천

남산, 북악산 등에서 발원하여 종로구, 중구, 동대문구, 성동구 등을 거치며 중랑천과 합류한 뒤 한강으로 흘러드는 마른 하천이다. 한강은 동에서 서로 흐르는 반면에 청계천은 서에서 동으로 흐른다. 본래의 이름은 개천(開川)이었으나 일제 강점기에 “청계천”으로 바뀌어 오늘날의 이름이 되었다.
- 살곶이다리

살곶이다리는 보물 제1738호로 청계천이 중랑천과 만나 한강으로 흘러드는 지역에 있으며, 현재의 위치는 한양대학교에서 내려다보이는 개울 부근이다. 조선의 수도인 한성부와 한반도 남동부를 잇는 주요 교통로에 세워진 다리로 강릉·충주 지방을 연결하는 주요 통로였다. ‘전곶교’라고도 한다. 현존하는 조선 시대 돌다리 중 가장 길다. 1420년 세종 2년에 다리를 짓기 시작해 1483년 성종 14년에 완공했다.
- 응봉산

성수대교 북단, 서울 지하철 2호선 뚝섬역과 한양대역 사이에 보이는 야트막한 언덕이다. 도심에서 멀지 않으면서도 전망이 탁 트여 있다. 동쪽으로는 성수대교 교차로와 강남 빌딩군, 서쪽으로는 동호대교와 한강의 풍경을 찍을 수 있다.
- 서울숲

본래 골프장과 승마장이 있었던 지역으로, 시민들에게 휴식공간을 제공하기 위해 약 2352억원의 사업비를 들여 2005년 6월에 완성하였다. 면적은 1,156,498m2 (약 35만평)이며, 5개의 테마공원으로 구성되어 있다. 한강과 중랑천이 공원 근처에 흐르고 있다. 마포구 월드컵공원 (100만평)과 송파구 올림픽공원 (50만평)에 이어 서울에서 세 번째 큰 규모의 공원이다.
- 뚝도수원지 제1정수장

서울에 최초로 설치된 수원시설이었다. 1903년 미국인 콜브란과 보스트 웍크는 대한제국정부로부터 상수도시설에 대한 특허를 받았다. 이들은 정수장의 송수실과 완속여과지를 1906년 8월에 착공하여 1908년 8월에 준공하였다. 당시 정수장 건물은 수도박물관으로 사용하고 있다.
- 마장축산물시장
- 왕십리광장
- 용답동 로데오거리

### 행사
- 응봉산개나리축제 (매년 4월)
- 서울숲가요제(매년 9월하순)
- 두모포 야간전시회(2019년 6월 8일부터 6월 30일)[20]

## 교육 기관

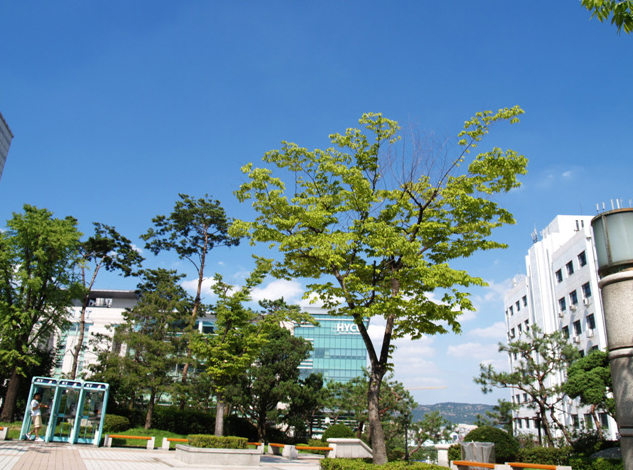
한양대학교 캠퍼스 여름 풍경

- 사립대학교

|  | - 한양대학교 |

- 사립전문대학

|  | - 한양여자대학 |

- 원격대학

|  | - 한양사이버대학교 |

- 고등학교

|  | - 무학여자고등학교 - 경일고등학교 | - 덕수고등학교 - 서울방송고등학교 | - 성수고등학교 | - 한양대학교 사범대학 부속고등학교 | - 도선고등학교 | - 금호고등학교 |

- 평생교육

|  | - 한국예술고등학교 |

- 중학교

|  | - 경수중학교 - 경일중학교 | - 광희중학교 - 동마중학교 | - 마장중학교 - 무학중학교 | - 성수중학교 - 성원중학교 | - 옥정중학교 | - 한양대학교 사범대학 부속중학교 | - 행당중학교 |  |

## 교통

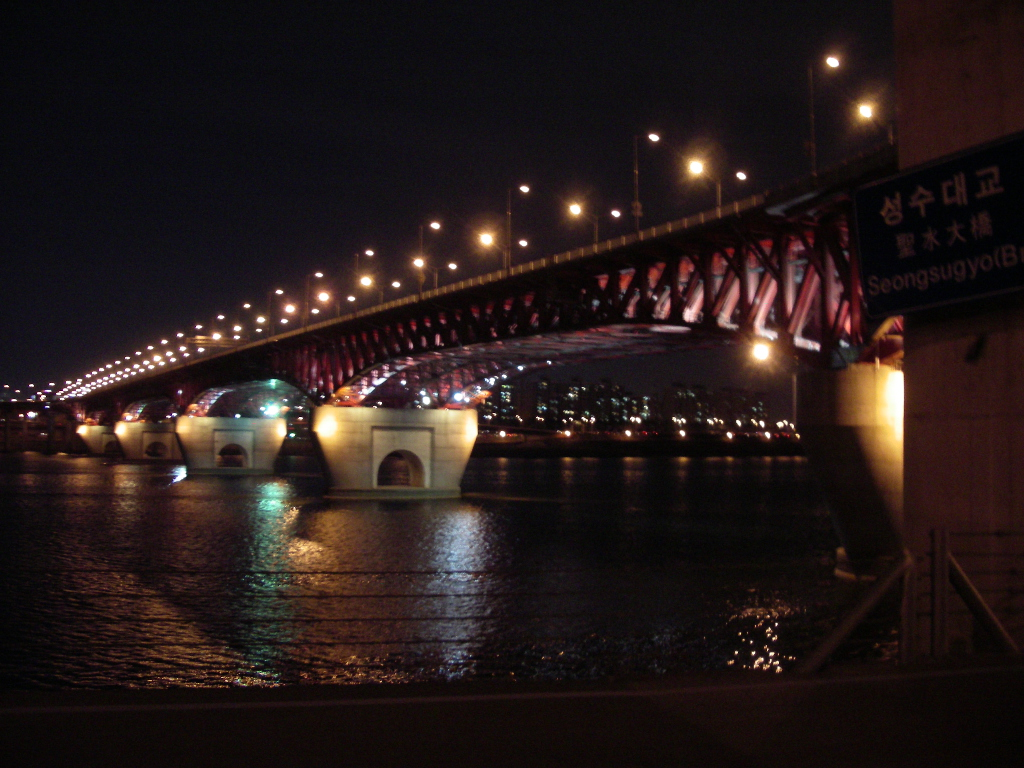
성수대교의 야경

### 철도
- 한국철도공사
  - ● 수도권 전철 경의·중앙선(경원선)
(용산구) ← 옥수역 - 응봉역 - 왕십리역 → (동대문구)
  - ● 수도권 전철 수인·분당선
왕십리역 - 서울숲역 → (강남구)
- 서울교통공사
  - ● 서울 지하철 2호선 본선
(중구) ← 상왕십리역 - 왕십리역(성동구청) - 한양대역 - 뚝섬역 - 성수역 → (광진구)
  - ● 서울 지하철 2호선 성수지선
성수역 - 용답역 - 신답역 → (동대문구)
  - ● 수도권 전철 3호선
(중구) ← 금호역 - 옥수역 → (강남구)
  - ● 수도권 전철 5호선
(중구) ← 신금호역 - 행당역 - 왕십리역(성동구청) - 마장역 → (동대문구)

### 버스 회사
시내버스
| 업체명   | 대표자        | 위 치                  | 비 고 |
| -------- | ------------- | ---------------------- | ----- |
| 태진운수 | 정진섭 신화동 | 둘레15길 8 (성수동2가) |       |

마을버스
| 업체명       | 대표자        | 위 치                                                 | 비 고                                |
| ------------ | ------------- | ----------------------------------------------------- | ------------------------------------ |
| 금호교통     | 백남풍        | 마장로21길 5, 제1호건물 (홍익동)                      |                                      |
| 낙산운수     | 김경섭 박인양 | 금호로 158 (금호동1가)                                |                                      |
| 동호운수     | 김향숙        | 독서당로 187, 222호 (옥수동, 옥수극동종합상가)        |                                      |
| 성수여객     | 이남윤        | 한림말5길 11, 지하B2호 (옥수동, 덕성빌딩)             | 구 신곤운수 현재 운행하는 노선 없음. |
| 왕금운수     | 최종열 최홍우 | 한림말5길 7, 지하 (옥수동)                            |                                      |
| 응봉운수     | 송인선        | 왕십리로 278-17, 201동 301호 (행당동, 삼부아파트상가) |                                      |
| 화송옥수운수 | 김향숙        | 독서당로 187, 213호 (옥수동, 옥수극동종합상가)        |                                      |

## 자매 도시
| 지역 & 국가  | 도시           | 도시        |
| ------------ | -------------- | ----------- |
| 대한민국     | 경상남도       | 하동군      |
| 대한민국     | 경상북도       | 영천시      |
| 대한민국     | 전라남도       | 함평군      |
| 대한민국     | 전라남도       | 여수시      |
| 대한민국     | 전라남도       | 신안군      |
| 대한민국     | 충청남도       | 서천군      |
| 대한민국     | 충청북도       | 진천군      |
| 대한민국     | 강원특별자치도 | 영월군      |
| 대한민국     | 경기도         | 화성시      |
| 대한민국     | 부산광역시     | 동구        |
| 중국         | 베이징시       | 화이러우 구 |
| 베트남       | 푸옌성         | 뚜이호아    |
| 미국         | 조지아주       | 캅군        |
| 몽골         | 울란바토르     | 바이양걸구  |
| 우즈베키스탄 | 타슈켄트       | 약카사라이  |